# 岡田紀子 (アナウンサー)
岡田 紀子（おかだ のりこ、1972年4月24日 - ）は、文化放送 放送事業本部編成局報道スポーツセンター記者兼アナウンサー。

## 来歴・人物
千葉県出身、東京都在住。
二松學舍大学文学部国文科卒業後、NHK大分放送局で契約キャスター、テレビ西日本、2000年4月から1年間テレビ埼玉でアナウンサーを担当。退社後はフリーアナウンサーとして活躍。
2005年4月1日より文化放送放送事業本部編成局報道スポーツセンターで記者兼アナウンサーとして勤務。平日は全国ニュースの記者リポート、土曜夜～日曜朝8:57のニュース・天気予報・交通情報までの宿直勤務担当。
シャンパーニュやブルゴーニュなどワイン産地巡りが特技で、ワインの国際資格WSET（ワイン＆スピリッツ）を取得、日本で唯一「国際ワインアナウンサー」という肩書きも持っている。
2000年より、フランスー日本を行き来し、2023年にはフランス・ボーヌで開催された世界最大のワインコンクール「フェミナリーズ」に審査員として参加。
世界遺産検定やチョコレートエキスパートの資格を持つ。
週刊朝日「夏の高校野球」特集号で、スポーツライターとして記事を執筆。
趣味は国連WFP（世界食糧計画）協会ボランティア活動、スポーツ観戦（野球・バスケット・モータースポーツ等）、野球スコア付け（元・高校野球マネージャーだったため）、外貨FX、プリザーブドフラワー、茶道、国内A級ライセンス。

## 出演番組

### 現在
- 文化放送ニュース・天気予報・交通情報（土曜夜〜日曜朝8:57）
- ニュース・パレード - 報道記者リポート

### 過去
- NHK大分放送局
  - NHKニュースおはよう日本 - リポーター
  - 日本列島ふるさと発 - リポーター
  - WHAT'S ON JAPAN - ナレーション

- テレビ埼玉
  - 高校野球ダイジェスト（2000年）

- 千葉テレビ放送
  - 高校野球ダイジェスト（2003年）

- ラジオ日本
  - ラジオ日本ジャイアンツナイター - パーソナリティ

- Jスカイスポーツ
  - プロ野球・バスケットボール中継 - リポーター

- スカイパーフェクTV
  - プロ野球マスターズリーグ - リポーター

- 東京MXテレビ
  - バスケットボール男子日本代表 - キャスター

- コアラテレビ
  - デイリーニュース - キャスター

- ForexTV.jp
  - FX外国為替取引ニュース - キャスター

- むさしのFM（東京・吉祥寺市）
  - 午後のカルチャーゾーン - ワンマンDJ

- 文化放送
  - 近藤真彦 くるまっち - アシスタント
  - サンデーNEWSスクランブル - 代理キャスター（2020年4月12日）[注 1]
  - 斉藤一美 ニュースワイドSAKIDORI! - 報道記者リポート

## 関連人物
- 歌舞伎役者の市川九團次は千葉県立野田北高校の同級生
- お笑い芸人「ザ・ニュースペーパー」の福本ヒデ・松下アキラとはテレビ埼玉で共演して以来交流を深め、毎年ライブに足を運んでいる
- 鈴木純子（文化放送アナウンサー） - 1999年にメディア・スタッフから派遣社員として入社。2009年に正社員として採用される。